# Launaea
Launaea é um género botânico, com 54 espécies, pertenecente à família Asteraceae.
O seu habitat natural são áreas rochosas. O seu estatuto de conservação é "dados insuficientes".